# 郑州交通发展投资集团
郑州交通发展投资集团有限公司，曾称郑州市轨道交通有限公司、郑州地铁集团有限公司，是由郑州市人民政府控制和监督的一家有限责任公司，主要负责轨道交通系统的建设、运营与养护，以及房地产开发、轨道交通线路及相关广告业务。

## 历史
郑州交通发展投资集团有限公司前身为2008年2月22日成立的郑州市轨道交通有限公司，2018年9月11日改制为集团公司，2024年12月29日又改为现名。

## 集团架构

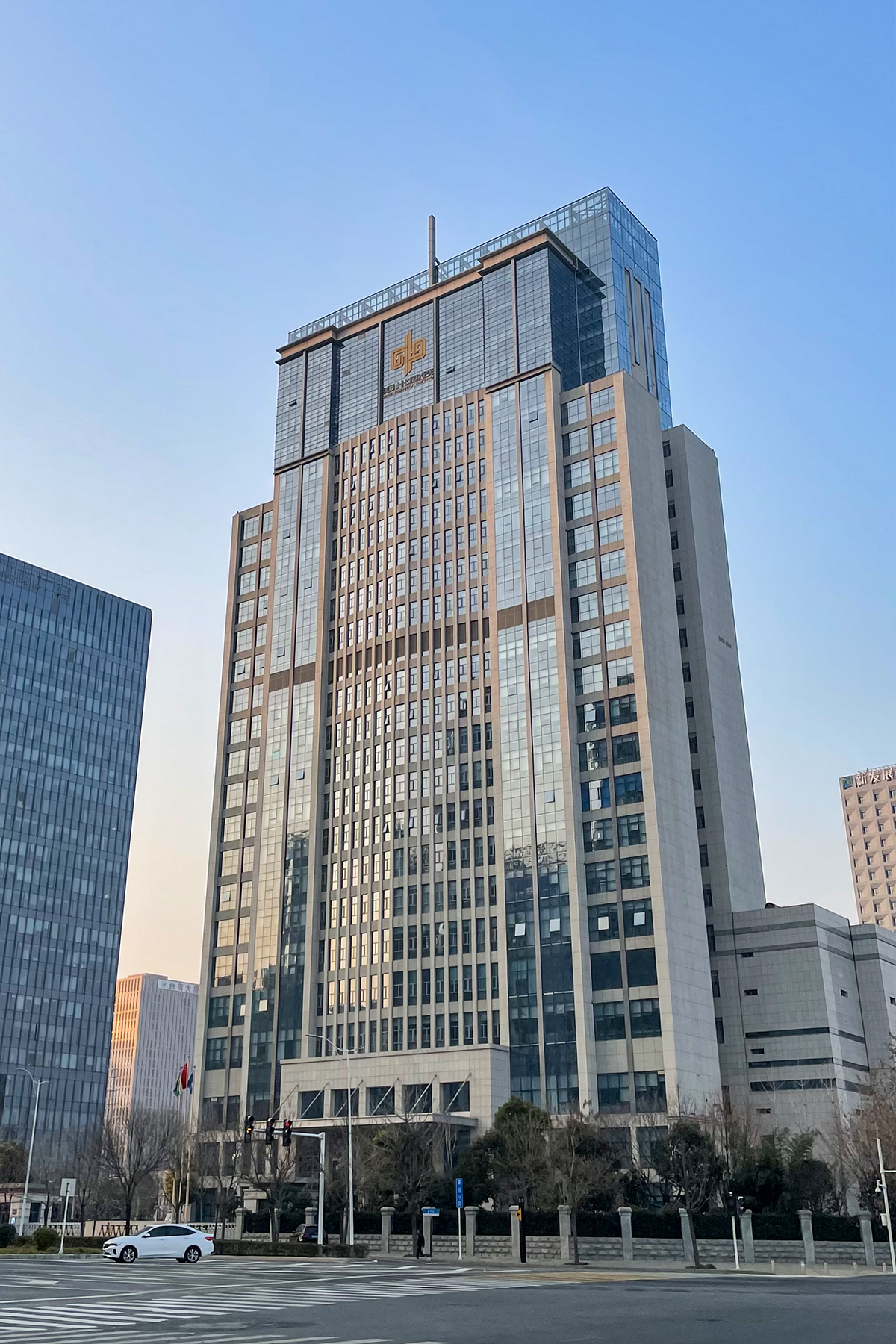
郑州轨道交通调度中心为郑州地铁集团的总部所在

郑州地铁集团有限公司内设16个部门、6个工程建设项目管理部（工程建设项目管理一至六部），下设1个分公司、2个全资子公司、3个控股子公司，以及2个参股子公司。

### 分公司
- 郑州轨道交通运营有限公司（曾称郑州地铁集团有限公司运营分公司）：成立于2012年8月，承担郑州地铁除3号线外其他所有线路的运营管理任务，包括调度指挥、票务管理、客运服务、列车运行、员工培训、设备设施维修维保等工作[6]。

### 全资子公司
- 郑州市轨道交通置业有限公司
- 郑州地铁集团颐嘉实业有限公司

### 控股子公司
- 郑州市轨道交通设计研究院有限公司
- 河南中报轨道文化传媒有限公司
- 河南郑洛城际铁路有限公司

### 参股公司
- 郑州城市一卡通有限责任公司：主要业务包括郑州市绿城通的发行、结算及相关行业的应用拓展，以及绿城通结算系统的开发、投资、管理及信息咨询等。
- 郑州中建深铁轨道交通有限公司：由中国建筑集团、深圳市地铁集团和郑州地铁集团共同出资组建的有限责任公司，成立于2018年12月26日，负责郑州地铁3号线项目投资、融资、建设、运营及维护业务[7]。